# Natuurpark Túria

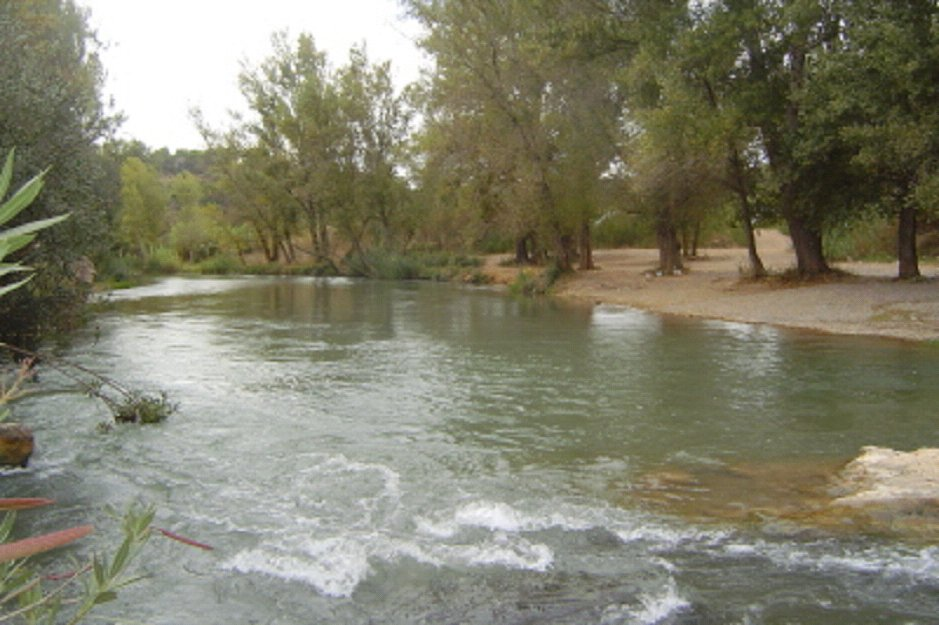

Het Natuurpark Túria (Valenciaans: Parc Natural del Túria/Spaans: Parque natural del Turia) is een natuurpark in de regio Valencia in Spanje. Het natuurpark werd opgericht in 2007 en is 4480 hectare groot. Het natuurpark omvat het dal van de Turia-rivier met bossen. 
- Officiële website